# Pediculus
Pediculus (лат.) — род насекомых из семейства Вши настоящие. Встречаются по всему миру.

## Описание
Паразиты человека и других приматов. Имеют эпидемиологическое значение. Платяная вошь является переносчиком сыпного, возвратного тифа и других риккетсиозов.
Включает несколько видов или подвидов, объединяемых в один вид. Головная и платяная вши свободно скрещиваются и дают плодовитое потомство, хотя имеют некоторые морфологические и биологические отличия.

## Классификация
- Pediculus clavicornis Nitzsch, 1864[6]
- Pediculus humanus Linnaeus, 1758 — Человеческая вошь
  - Головная вошь (лат. Pediculus humanus capitis)
  - Платяная вошь (лат. Pediculus humanus corporis De G. var. vestimenti, иногда просто Pediculus corporis)
- Pediculus mjobergi Ferris, 1916[7]
- Pediculus schaeffi Fahrenholz, 1910[8]

Хозяином Pediculus humanus является человек. Шимпанзе и бонобо являются хозяевами Pediculus shaeffi. Различные обезьяны Нового Света из семейств Cebidae и Atelidae являются носителями Pediculus mjobergi.